# Francisca Anice Donoso Andalaft
Pour les articles homonymes, voir Donoso.
Francisca Anice Donoso Andalaft est une attaquante internationale chilienne de rink hockey. 

## Palmarès
En 2016, elle participe au championnat du monde.